# Robin Frijns
Robin Frijns (Maastricht, Países Bajos; 7 de agosto de 1991) es un piloto de automovilismo neerlandés. Ha ganado títulos en campeonatos de monoplazas, gran turismos y resistencia. En 2025 es piloto de BMW en el Campeonato Mundial de Resistencia y de Envision Racing en Fórmula E. Anteriormente fue piloto de reserva y pruebas de equipos de Fórmula 1.

## Carrera deportiva

### Inicios
Frijns comenzó como piloto de karting en Bélgica y Francia. En 2008, terminó tercero en el Campeonato de Europa de KF2 y subcampeón en el Campeonato de Francia.
Frijns inició su carrera en monoplazas en la Fórmula BMW Europea en 2009 con Josef Kaufmann Racing. Acabó tercero en la general del campeonato, con una victoria en Silverstone, seis podios y como el mejor novato.

### Fórmula Renault
Frijns debutó en la Copa de Europa del Norte de Fórmula Renault 2.0, en el Circuito de Spa-Francorchamps en 2010, para el equipo Josef Kaufman Racing, una vez más, Frijns terminó segundo en la primera carrera de la serie, fue quinto en la segunda carrera, y ganó la tercera.
En 2011 se unió a la Eurocopa de Fórmula Renault 2.0 a tiempo completo, sin dejar de conducir para Josef Kaufman Racing. Frijns ganó el título en su primer intento, logrando cinco victorias a lo largo de la temporada, incluyendo las dos carreras de Silverstone y terminando con cuarenta y cinco puntos de ventaja sobre su rival más cercano Carlos Sainz Jr..
Frijns también compitió en la Copa de Europa del Norte, terminando la temporada en el cuarto puesto, a pesar de no participar en las carreras de Oschersleben, Most y Monza. En el transcurso de la temporada, ganó una carrera y terminó en el podio en siete ocasiones.
En 2012, Frijns hizo la transición a la Fórmula Renault 3.5 Series esta vez para equipo británico Fortec Motorsports. Al igual que en 2011, Frijns consiguió el título siendo novato, ganando las carreras de Aragón, el Moscow Raceway y el circuito de Hungaroring, y logrando cinco podios y cuatro poles a lo largo de la temporada.

### GP2 Series

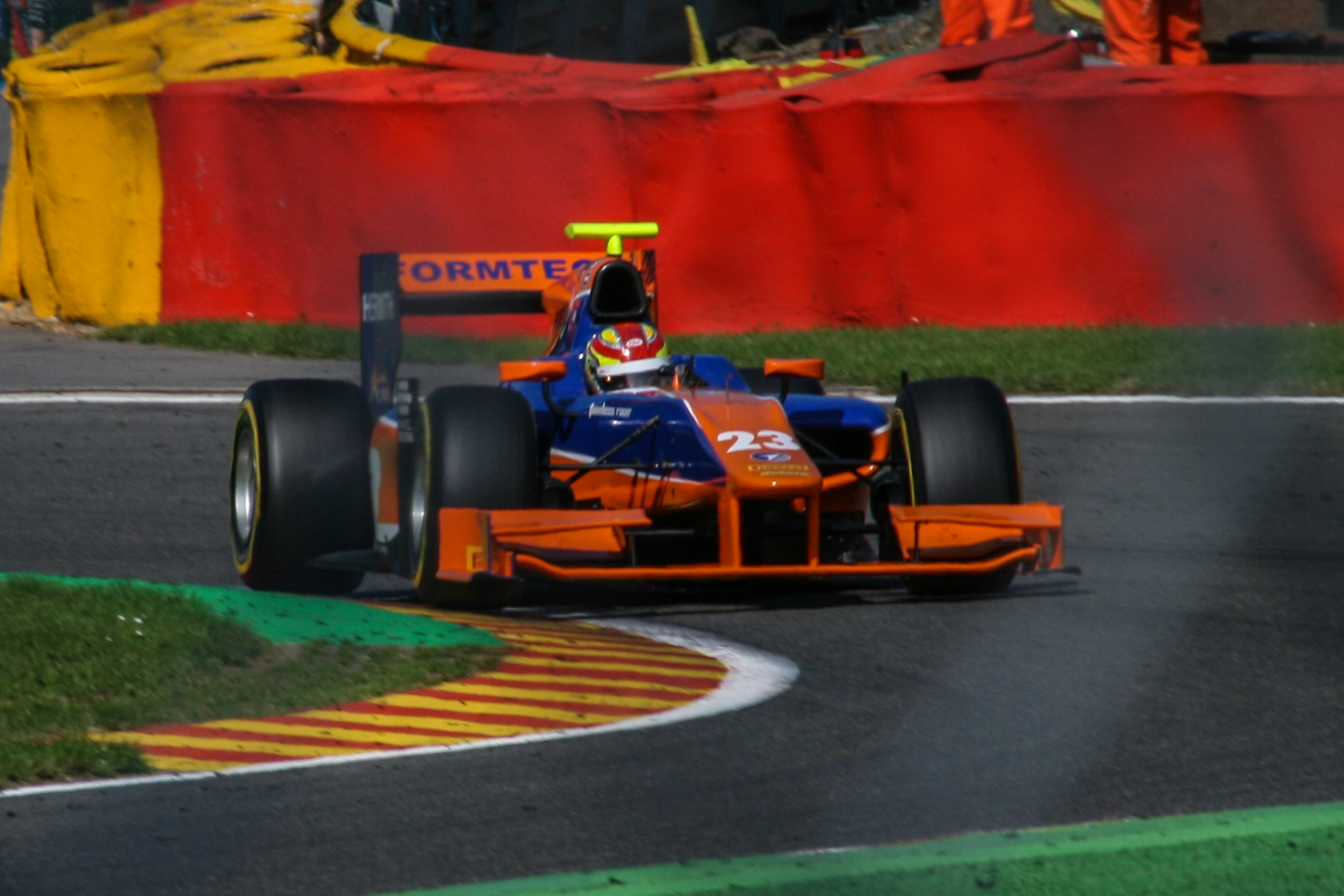
Robin Frijns en GP3 Series 2013.

A finales de 2012, Frijns declaró que no iba a competir en la Fórmula Renault 3.5 de 2013. Después anunció su fichaje como piloto de pruebas para Sauber. Ssu nuevo equipo expresó su deseo de que Frijns continuara corriendo durante la temporada 2013, debido a que no sería piloto de pruebas a tiempo completo.
A pesar de hacer una prueba impresionante, con el equipo de DTM de Mercedes, a Frijns no se le ofreció una puesto en el equipo. Frijns optó por conseguir un asiento en GP2, y probó con el equipo veterano Trident Racing y el equipo Russian Time. Frijns mostró un ritmo impresionante que le hizo ganar elogios del director del equipo Trident Maurizio Salvadori, declarando sus intenciones de ficharlo para el equipo. Sin embargo la falta de fondos no le permitió arrancar en la primera carrera en Malasia 2013.
Para la segunda carrera en Baréin, Frijns se unió al equipo Hilmer Motorsport, en sustitución de Conor Daly. Durante la temporada, logró una victoria y dos podios, terminando en la posición decimoquinta.

### Fórmula 1
En 2013 fue piloto de reserva de la escudería de Fórmula 1 Sauber. En 2014 siguió siendo piloto de reserva, esta vez, para la escudería Caterham. Con este, participó en los entrenamientos libres del Baréin y Alemania.

### DTM y GT
Tras su paso por los monoplazas, Frijns amplió su carrera a competiciones de turismos y gran turismos. En 2015, ganó el campeonato de Blancpain GT Series y en 2017 la Blancpain Sprint Series. Entre 2018 y 2020 compitió en DTM con Audi Sport, logrando un tercer puesto final en el campeonato 2020. También ha ganado carreras del Intercontinental GT Challenge y las 24 Horas de Nürburgring, conduciendo el R8 LMS.

### Fórmula E y WEC

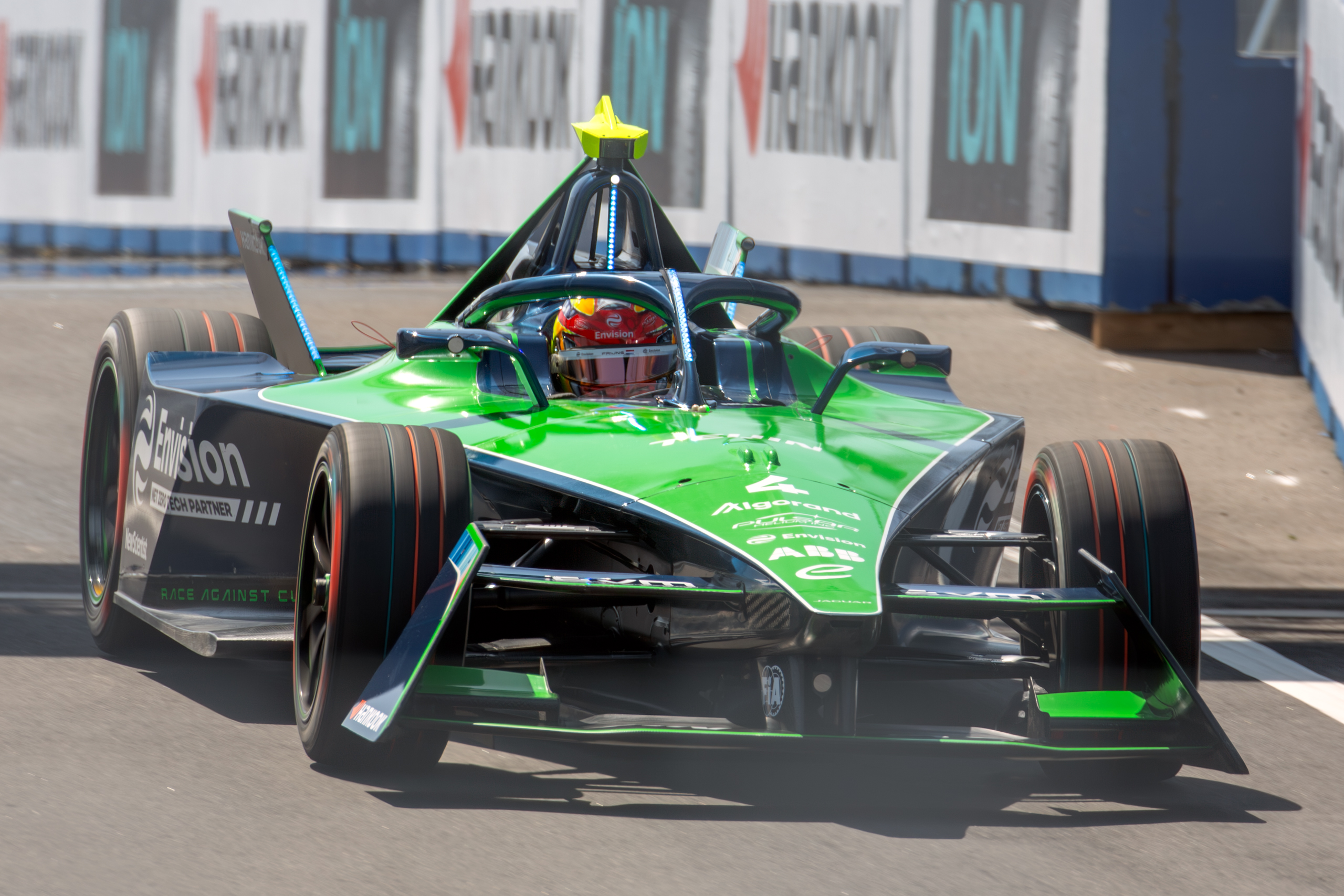
Robin Frijns compitiendo en Fórmula E, en 2024.

Debutó en Fórmula E en 2015 con el equipo Andretti, donde se mantuvo dos temporadas. Luego, en 2018, fichó por Envision Virgin Racing, con el cual logró dos victorias y finalizó cuarto en el campeonato 2018-19. Tras varias temporadas sin volver a la victoria, se marchó al equipo ABT Cupra por una sola temporada, en 2023, para luego volver al ahora llamado Envision Racing.
En 2021, Frijns se unió al equipo belga WRT para competir en la clase LMP2 del Campeonato Mundial de Resistencia de la FIA (WEC). Ese año, se proclamó campeón y ganó las 24 Horas de Le Mans en su clase, junto a Ferdinand Habsburg y Charles Milesi. Continuó con WRT en 2022 (subcampeón) y 2023, antes de fichar por BMW M Motorsport para competir en la categoría mayor, la Hypercar, bajo la estructura del equipo belga.

## Resumen de carrera
| Temporada | Categoría                                              | Equipo                         | Carreras          | Victorias         | Poles             | VR                | Podios            | Puntos            | Pos.              |
| --------- | ------------------------------------------------------ | ------------------------------ | ----------------- | ----------------- | ----------------- | ----------------- | ----------------- | ----------------- | ----------------- |
| 2009      | Fórmula BMW Europa                                     | Josef Kaufmann Racing          | 16                | 1                 | 1                 | 1                 | 6                 | 265               | 3.º               |
| 2010      | Fórmula BMW Europa                                     | Josef Kaufmann Racing          | 16                | 6                 | 3                 | 3                 | 13                | 383               | 1.º               |
| 2010      | Fórmula Renault 2.0 NEC                                | Josef Kaufmann Racing          | 3                 | 1                 | 0                 | 1                 | 2                 | 70                | 14.º              |
| 2011      | Eurocopa de Fórmula Renault 2.0                        | Josef Kaufmann Racing          | 14                | 5                 | 1                 | 0                 | 9                 | 245               | 1.º               |
| 2011      | Fórmula Renault 2.0 NEC                                | Josef Kaufmann Racing          | 12                | 1                 | 1                 | 2                 | 7                 | 238               | 4.º               |
| 2012      | Fórmula Renault 3.5 Series                             | Fortec Motorsport              | 17                | 3                 | 4                 | 1                 | 8                 | 189               | 1.º               |
| 2013      | GP2 Series                                             | Hilmer Motorsport              | 10                | 1                 | 0                 | 0                 | 2                 | 47                | 15.º              |
| 2014      | Fórmula 1                                              | Caterham F1 Team               | Piloto de pruebas | Piloto de pruebas | Piloto de pruebas | Piloto de pruebas | Piloto de pruebas | Piloto de pruebas | Piloto de pruebas |
| 2015      | Blancpain Sprint Series                                | Belgian Audi Club Team WRT     | 11                | 5                 | 2                 | 0                 | 7                 | 127               | 2.º               |
| 2015      | Blancpain Endurance Series                             | Belgian Audi Club Team WRT     | 5                 | 0                 | 0                 | 0                 | 2                 | 48                | 6.º               |
| 2015      | Blancpain GT Series                                    | Belgian Audi Club Team WRT     | 19                | 5                 | 2                 | 0                 | 9                 | 175               | 1.º               |
| 2015-16   | Fórmula E                                              | Amlin Andretti                 | 10                | 0                 | 0                 | 0                 | 1                 | 45                | 12.º              |
| 2016      | Blancpain GT Series Sprint Cup                         | Belgian Audi Club Team WRT     | 8                 | 1                 | 0                 | 2                 | 2                 | 33                | 10.º              |
| 2016      | Blancpain GT Series Endurance Cup                      | Belgian Audi Club Team WRT     | 5                 | 0                 | 0                 | 0                 | 0                 | 4                 | 42.º              |
| 2016      | ADAC GT Masters                                        | kfzteile24 APR Motorsport      | 2                 | 0                 | 0                 | 0                 | 0                 | 0                 | NC                |
| 2016      | Intercontinental GT Challenge                          | Audi Sport Team Phoenix        | 1                 | 1                 | 0                 | 0                 | 1                 | 25                | 7.º               |
| 2016      | 24 Horas de Nürburgring - SP9                          | Audi Sport Team WRT            |                   |                   |                   |                   |                   |                   | 8.º               |
| 2016-17   | Fórmula E                                              | MS Amlin Andretti              | 12                | 0                 | 0                 | 0                 | 0                 | 24                | 13.º              |
| 2017      | Blancpain GT Series Sprint Cup                         | Team WRT                       | 8                 | 2                 | 1                 | 0                 | 4                 | 82                | 1.º               |
| 2017      | Blancpain GT Series Endurance Cup                      | Team WRT                       | 2                 | 0                 | 1                 | 0                 | 1                 | 28                | 13.º              |
| 2017      | Copa Mundial de GT de la FIA                           | Team WRT                       | 1                 | 0                 | 0                 | 0                 | 1                 | N/A               | 2.º               |
| 2017      | Intercontinental GT Challenge                          | Jamec Pem Racing               | 1                 | 0                 | 0                 | 0                 | 0                 | 8                 | 12.º              |
| 2017      | Intercontinental GT Challenge                          | Belgian Audi Club Team WRT     | 1                 | 0                 | 0                 | 0                 | 0                 | 8                 | 12.º              |
| 2017      | 24 Horas de Nürburgring - SP9                          | Audi Sport Team WRT            |                   |                   |                   |                   |                   |                   | 3.º               |
| 2018      | Deutsche Tourenwagen Masters                           | Audi Sport Team Abt Sportsline | 20                | 0                 | 0                 | 1                 | 2                 | 84                | 13.º              |
| 2018      | Blancpain GT Series Sprint Cup                         | Belgian Audi Club Team WRT     | 6                 | 0                 | 0                 | 1                 | 0                 | 13                | 15.º              |
| 2018      | Blancpain GT Series Endurance Cup                      | Belgian Audi Club Team WRT     | 3                 | 0                 | 0                 | 0                 | 0                 | 14                | 29.º              |
| 2018      | Intercontinental GT Challenge                          | Audi Sport Team WRT            | 3                 | 1                 | 1                 | 0                 | 2                 | 55                | 5.º               |
| 2018      | 24 Horas de Nürburgring - SP9                          | Audi Sport Team WRT            | 1                 | 0                 | 0                 | 0                 | 0                 | N/A               | DNF               |
| 2018      | WeatherTech SportsCar Championship - Prototype         | Jackie Chan DCR JOTA           | 1                 | 0                 | 0                 | 0                 | 0                 | 20                | 55.º              |
| 2018      | Copa Mundial de GT de la FIA                           | Audi Sport Team WRT Speedstar  | 1                 | 0                 | 0                 | 0                 | 0                 | N/A               | 5.º               |
| 2018      | Stock Car Brasil                                       | Full Time Bassani              | 1                 | 0                 | 0                 | 0                 | 0                 | 0                 | NC†               |
| 2018-19   | Fórmula E                                              | Envision Virgin Racing         | 13                | 2                 | 0                 | 0                 | 4                 | 106               | 4.º               |
| 2019      | Deutsche Tourenwagen Masters                           | Audi Sport Team Abt Sportsline | 18                | 0                 | 0                 | 3                 | 5                 | 157               | 5.º               |
| 2019      | Blancpain GT Series Endurance Cup                      | Audi Sport Team WRT            | 1                 | 0                 | 0                 | 0                 | 0                 | 3                 | 32.º              |
| 2019      | Intercontinental GT Challenge                          | Audi Sport Team WRT            | 1                 | 0                 | 0                 | 0                 | 0                 | 0                 | NC                |
| 2019-20   | Fórmula E                                              | Envision Virgin Racing         | 10                | 0                 | 0                 | 0                 | 2                 | 58                | 12.º              |
| 2020      | Deutsche Tourenwagen Masters                           | Audi Sport Team Abt Sportsline | 18                | 3                 | 5                 | 1                 | 11                | 279               | 3.º               |
| 2020-21   | Fórmula E                                              | Envision Virgin Racing         | 15                | 0                 | 1                 | 2                 | 2                 | 89                | 5.º               |
| 2021      | Campeonato Mundial de Resistencia de la FIA - LMP2     | Team WRT                       | 6                 | 3                 | 1                 | 1                 | 4                 | 151               | 1.º               |
| 2021      | GT World Challenge Europe Endurance Cup                | Belgian Audi Club Team WRT     | 3                 | 0                 | 0                 | 0                 | 1                 | 41                | 8.º               |
| 2021      | Intercontinental GT Challenge                          | Audi Sport Team WRT            | 2                 | 0                 | 0                 | 0                 | 0                 | 16                | 12.º              |
| 2021      | 24 Horas de Nürburgring - SP9                          | Audi Sport Team Phoenix        |                   |                   |                   |                   |                   |                   | DNF               |
| 2021–22   | Fórmula E                                              | Envision Racing                | 16                | 0                 | 0                 | 2                 | 4                 | 126               | 7.º               |
| 2022      | Campeonato Mundial de Resistencia de la FIA - LMP2     | WRT                            | 6                 | 3                 | 1                 | 1                 | 4                 | 116               | 2.º               |
| 2022      | 24 Horas de Nürburgring - SP9                          | Audi Sport Team Phoenix        |                   |                   |                   |                   |                   |                   | 1.º               |
| 2022-23   | Fórmula E                                              | ABT CUPRA Formula E Team       | 12                | 0                 | 1                 | 0                 | 0                 | 6                 | 22.º              |
| 2023      | Campeonato Mundial de Resistencia de la FIA - LMP2     | Team WRT                       | 7                 | 0                 | 0                 | 1                 | 2                 | 94                | 4.º               |
| 2023-24   | Fórmula E                                              | Envision Racing                | 14                | 0                 | 0                 | 1                 | 3                 | 66                | 9.º               |
| 2024      | Campeonato Mundial de Resistencia de la FIA - Hypercar | BMW M Team WRT                 | 8                 | 0                 | 0                 | 0                 | 0                 | 10                | 27.º              |
| 2024      | Intercontinental GT Challenge                          | Rowe Racing                    | 1                 | 0                 | 0                 | 0                 | 0                 | 0                 | NC                |
| 2024      | GT World Challenge Europe Endurance Cup                | Rowe Racing                    | 1                 | 0                 | 0                 | 0                 | 0                 | 0                 | NC                |
| 2024      | 24 Horas de Nürburgring - SP9                          | Rowe Racing                    |                   |                   |                   |                   |                   |                   | DNF               |
| 2024-25   | Fórmula E                                              | Envision Racing                | Disputándose      | Disputándose      | Disputándose      | Disputándose      | Disputándose      | Disputándose      | Disputándose      |
| 2025      | IMSA SportsCar Championship - GTP                      | BMW M Team RLL                 | Disputándose      | Disputándose      | Disputándose      | Disputándose      | Disputándose      | Disputándose      | Disputándose      |
| 2025      | Campeonato Mundial de Resistencia de la FIA - Hypercar | BMW M Team WRT                 | Disputándose      | Disputándose      | Disputándose      | Disputándose      | Disputándose      | Disputándose      | Disputándose      |
| Fuente:   |                                                        |                                |                   |                   |                   |                   |                   |                   |                   |

## Resultados

### Fórmula Renault 3.5 Series
(Clave) (negrita indica pole position) ( cursiva indica vuelta rápida)
| Año  | Equipo             | 1       | 2       | 3         | 4       | 5       | 6       | 7       | 8     | 9        | 10      | 11      | 12    | 13      | 14      | 15      | 16      | 17       | Pos. | Puntos |
| ---- | ------------------ | ------- | ------- | --------- | ------- | ------- | ------- | ------- | ----- | -------- | ------- | ------- | ----- | ------- | ------- | ------- | ------- | -------- | ---- | ------ |
| 2012 | Fortec Motorsports | ALC 1 3 | ALC 2 1 | MON 1 Ret | SPA 1 7 | SPA 2 3 | NÜR 1 3 | NÜR 2 5 | MOS 1 | MOS 2 17 | SIL 1 2 | SIL 2 9 | HUN 1 | HUN 2 5 | LEC 1 7 | LEC 2 9 | CAT 1 3 | CAT 2 14 | 1.º  | 189    |

### GP2 Series
(Clave) (negrita indica pole position) (cursiva indica vuelta rápida puntuable)

| Año  | Escudería         | 1   | 1   | 2   | 2   | 3   | 3   | 4   | 4   | 5   | 5   | 6   | 6   | 7   | 7   | 8   | 8   | 9   | 9   | 10  | 10  | 11  | 11  | Pos. | Puntos | Ref.  |
| ---- | ----------------- | --- | --- | --- | --- | --- | --- | --- | --- | --- | --- | --- | --- | --- | --- | --- | --- | --- | --- | --- | --- | --- | --- | ---- | ------ | ----- |
| 2013 | Hilmer Motorsport | KUA | KUA | SAK | SAK | BAR | BAR | MON | MON | SIL | SIL | NÜR | NÜR | BUD | BUD | SPA | SPA | MNZ | MNZ | SIN | SIN | YMC | YMC | 15.º | 47     | [ 8 ] |
| 2013 | Hilmer Motorsport |     |     | 21  | 23  | 1   | 2   | Ret | 15  | 13  | Ret | 6   | Ret |     |     | 9   | Ret |     |     |     |     |     |     | 15.º | 47     | [ 8 ] |

### Fórmula 1
(Clave) (negrita indica pole position) (cursiva indica vuelta rápida)

| Año     | Escudería        | 1   | 2   | 3      | 4   | 5   | 6   | 7   | 8   | 9      | 10  | 11  | 12  | 13  | 14  | 15  | 16  | 17  | 18  | 19  | Pos. | Puntos |
| ------- | ---------------- | --- | --- | ------ | --- | --- | --- | --- | --- | ------ | --- | --- | --- | --- | --- | --- | --- | --- | --- | --- | ---- | ------ |
| 2014    | Caterham F1 Team | AUS | MYS | BHR TD | CHN | ESP | MON | CAN | AUT | GBR TD | GER | HUN | BEL | ITA | SIN | JPN | RUS | USA | BRA | ABU |      |        |
| Fuente: |                  |     |     |        |     |     |     |     |     |        |     |     |     |     |     |     |     |     |     |     |      |        |

### Deutsche Tourenwagen Masters
(Clave) (negrita indica pole position) (cursiva indica vuelta rápida)

| Año     | Equipo                         | Automóvil          | 1        | 2        | 3        | 4         | 5         | 6       | 7         | 8       | 9         | 10        | 11       | 12       | 13      | 14        | 15        | 16        | 17       | 18       | 19      | 20      | Pos. | Puntos |
| ------- | ------------------------------ | ------------------ | -------- | -------- | -------- | --------- | --------- | ------- | --------- | ------- | --------- | --------- | -------- | -------- | ------- | --------- | --------- | --------- | -------- | -------- | ------- | ------- | ---- | ------ |
| 2018    | Audi Sport Team Abt Sportsline | Audi RS5 DTM       | HOC 1 18 | HOC 2 12 | LAU 1 13 | LAU 2 10  | HUN 1 7   | HUN 2 8 | NOR 1 12  | NOR 2 8 | ZAN 1 5   | ZAN 2 Ret | BRH 1 12 | BRH 2 12 | MIS 1 2 | MIS 2 4   | NÜR 1 17  | NÜR 2 10  | SPL 1 11 | SPL 2 13 | HOC 1 2 | HOC 2 5 | 13.º | 84     |
| 2019    | Audi Sport Team Abt Sportsline | Audi RS5 Turbo DTM | HOC 1 3  | HOC 2 3  | ZOL 1 12 | ZOL 2 Ret | MIS 1 Ret | MIS 2 4 | NOR 1 Ret | NOR 2 4 | ASS 1 Ret | ASS 2 6   | BRH 1 4  | BRH 2 3  | LAU 1 2 | LAU 2 5   | NÜR 1 DSQ | NÜR 2     | HOC 1 4  | HOC 2 7  |         |         | 5.º  | 157    |
| 2020    | Audi Sport Team Abt Sportsline | Audi RS5 Turbo DTM | SPA 1 9  | SPA 2    | LAU 1 3  | LAU 2 4   | LAU 1 3   | LAU 2 3 | ASS 1     | ASS 2   | NÜR 1 5   | NÜR 2 1   | NÜR 1    | NÜR 2    | ZOL 1 2 | ZOL 2 Ret | ZOL 1 2   | ZOL 2 Ret | HOC 1 7  | HOC 2 5  |         |         | 3.º  | 279    |
| Fuente: |                                |                    |          |          |          |           |           |         |           |         |           |           |          |          |         |           |           |           |          |          |         |         |      |        |

### Fórmula E
(Clave) (negrita indica pole position) (cursiva indica vuelta rápida)

| Año     | Equipo                   | 1       | 2       | 3      | 4       | 5      | 6       | 7       | 8      | 9       | 10      | 11      | 12      | 13      | 14      | 15      | 16     | Pos. | Puntos |
| ------- | ------------------------ | ------- | ------- | ------ | ------- | ------ | ------- | ------- | ------ | ------- | ------- | ------- | ------- | ------- | ------- | ------- | ------ | ---- | ------ |
| 2015-16 | Amlin Andretti           | BEI 10  | PUT 3   | PDE 10 | BUE 8   | MEX 5  | LBH 15  | PAR 7   | BER 6  | LON Ret | LON Ret |         |         |         |         |         |        | 12.º | 45     |
| 2016-17 | MS Amlin Andretti        | HKG 6   | MAR 11  | BUE 14 | MEX 11  | MON 12 | PAR 6   | BER 17  | BER 18 | NYC 9   | NYC 9   | MTR 8   | MTR 13  |         |         |         |        | 13.º | 24     |
| 2018-19 | Envision Virgin Racing   | ALD 12  | MAR 2   | SAN 5  | MEX 11  | HKG 3  | SNY 14  | ROM 4   | PAR 1  | MON 17† | BER 13  | BRN Ret | NYC Ret | NYC 1   |         |         |        | 4.º  | 106    |
| 2019-20 | Envision Virgin Racing   | DIR 5   | DIR Ret | SAN 15 | MEX DSQ | MAR 12 | BER Ret | BER 4   | BER 2  | BER DNS | BER 2   | BER Ret |         |         |         |         |        | 12.º | 58     |
| 2020-21 | Envision Virgin Racing   | DIR 17  | DIR 2   | ROM 4  | ROM 18  | VAL 6  | VAL 19  | MON 2   | PUE 16 | PUE 11  | NYC 5   | NYC 8   | LON 13  | LON 4   | BER 15  | BER 12  |        | 5.º  | 89     |
| 2021-22 | Envision Racing          | DIR 16  | DIR 2   | MEX 7  | ROM 2   | ROM 3  | MON 4   | BER 12  | BER 5  | YAK 17  | MAR 18  | NYC 3   | NYC 6   | LON 16  | LON 7   | SEÚ 8   | SEÚ 4  | 7.º  | 126    |
| 2022-23 | ABT Cupra Formula E Team | MEX Ret | DIR     | DIR    | HYD     | CAB    | SÃO 15  | BER 14  | BER 17 | MON 13  | YAK 9   | YAK 13  | PRT 10  | ROM Ret | ROM Ret | LON Ret | LON 17 | 22.º | 6      |
| 2023-24 | Envision Racing          | MEX Ret | DIR 10  | DIR 2  | SÃO 18  | TOK 9  | MIS 17  | MIS Ret | MON 17 | BER     | BER     | SHA 12  | SHA 9   | PRT 2   | PRT 2   | LON Ret | LON 8  | 9.º  | 64     |
| 2024-25 | Envision Racing          | SÃO DNS | MEX 11  | YED 13 | YED 14  | MIA 8  | MON 8   | MON 11  | TOK 9  | TOK 16  | SHA 10  | SHA 8   | YAK 9   | BER 13  | BER Ret | LON 7   | LON 13 | 19.º | 23     |
| Fuente: |                          |         |         |        |         |        |         |         |        |         |         |         |         |         |         |         |        |      |        |